# Dömda
Dömda (Engelska: Time) är en brittisk kriminal- och dramaserie vars första säsong hade premiär den 6 juni 2021. Första säsongen som är skapad av Jimmy McGovern består av tre avsnitt.

## Handling
Säsong 1 kretsar kring Eric som är fångvaktare och som försöker skydda dem han har ansvar för. När en av de farligaste fångarna identifierar hans svaghet, ställs Eric inför ett omöjligt val mellan sina principer och sin kärlek till familjen.
Säsong 2 kretsar kring tre kvinnor som möts för första gången när de anländer till Carlingford-fängelset på samma dag. Den ensamstående mamman Orla kämpar för att hålla sina barn borta från fosterhem. Missbrukaren Kelsey ställs inför ett livsavgörande beslut och livstidsfången Abi hemsöks av en mörk hemlighet.

## Rollista (i urval)
- Sean Bean - Mark Cobden
- Stephen Graham - Eric McNally

- Jodie Whittaker - Orla O'Riordan
- Tamara Lawrance - Abi Cochrane
- Bella Ramsey - Kelsey "Kels" Morgan
- Siobhan Finneran - Marie-Louise O'Dell